# Агусан
Агу́сан — третья по величине бассейна река Филиппин. Длина — 350 км, площадь водосборного бассейна — 10 921 км². Протекает в северо-восточной части острова Минданао, по территории пяти провинций: Восточный Давао, Северный Давао, Долина Компостела, Южный Агусан и Северный Агусан. Берёт начало в провинции Восточный Давао, около горы Тагубуд, 1651 м над уровнем моря. Впадает в залив Бутуан (море Минданао), в районе города Бутуан.
Протекает по долине Компостела шириной от 32 до 48 км.
Территория величиной около 20 000 гектаров покрыта как дикорастущей флорой, так и сельскохозяйственными угодьями. Немалая часть долины заболочена.
Главные притоки — Катгасан и Умаян.
Географически бассейн Агусана делится на три под-бассейна, по топографическому признаку: верхний, средний и нижний.